# Autoroute de Daugavgrīva

L'autoroute de Daugavgrīva (letton : Daugavgrīvas šoseja) est une rue du district de Kurzeme à Rīga en Lettonie.

## Présentation
L'autoroute de Daugavgriva traverse les quartiers de Spilve, Voleri et Bolderāja.
La longueur totale de la rue est de 6 204 mètres et elle a 2 voies de circulation. 
L'autoroute de Daugavgrīva est le prolongement de la rue Daugavgrīvas iela.
Pendant la RSS de Lettonie, la rue était nommée autoroute de Bolderāja.

## Galerie

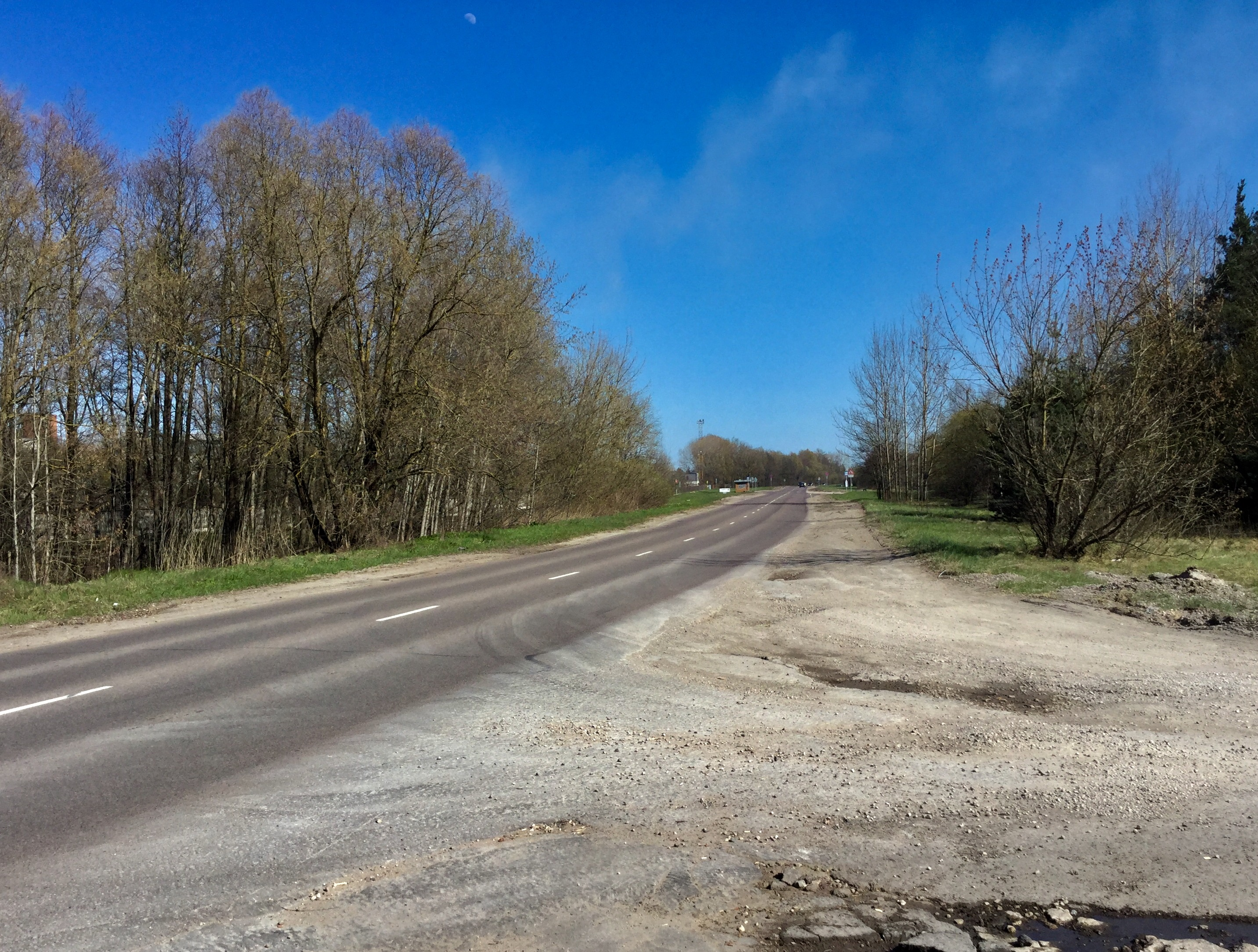
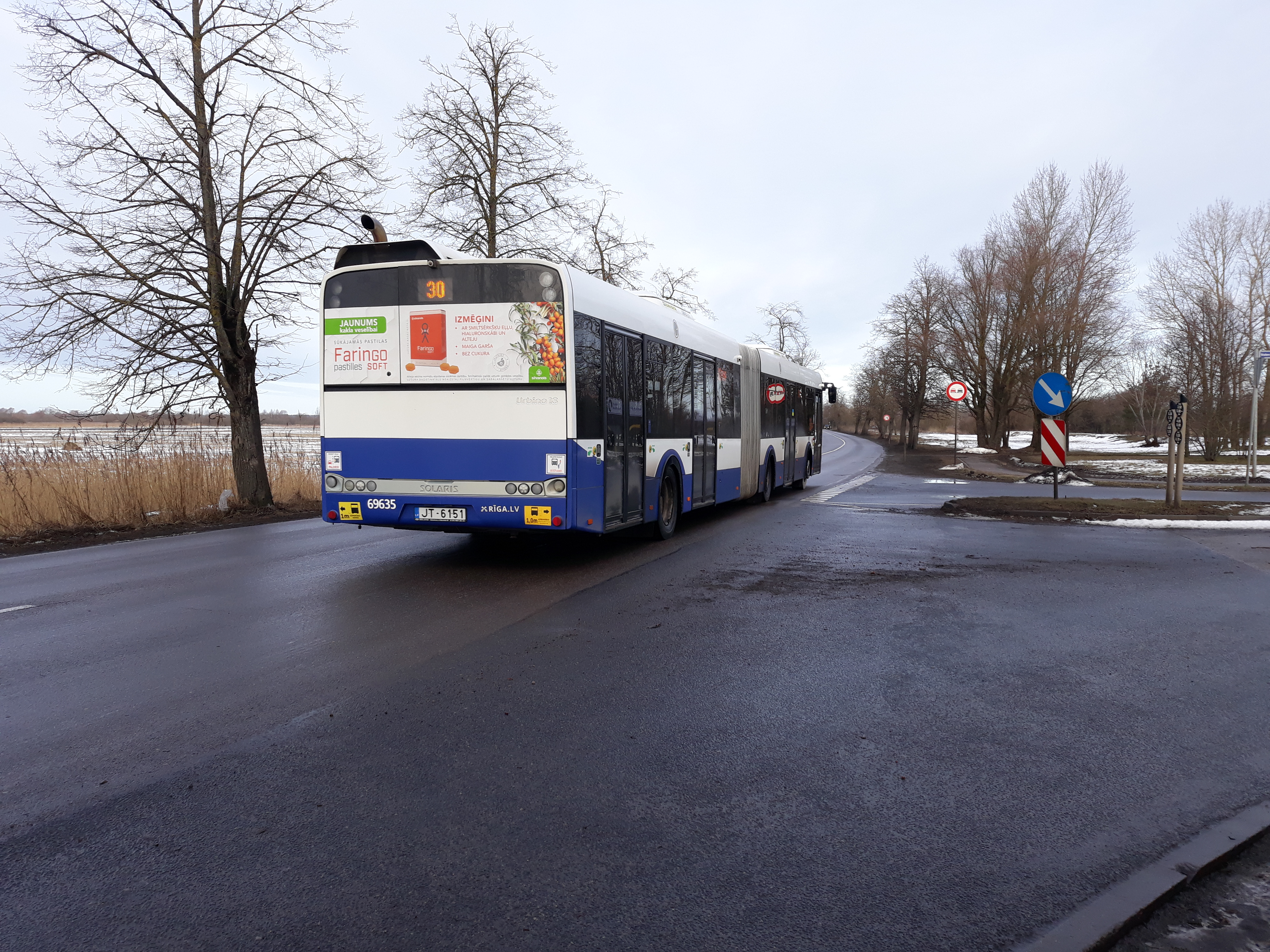
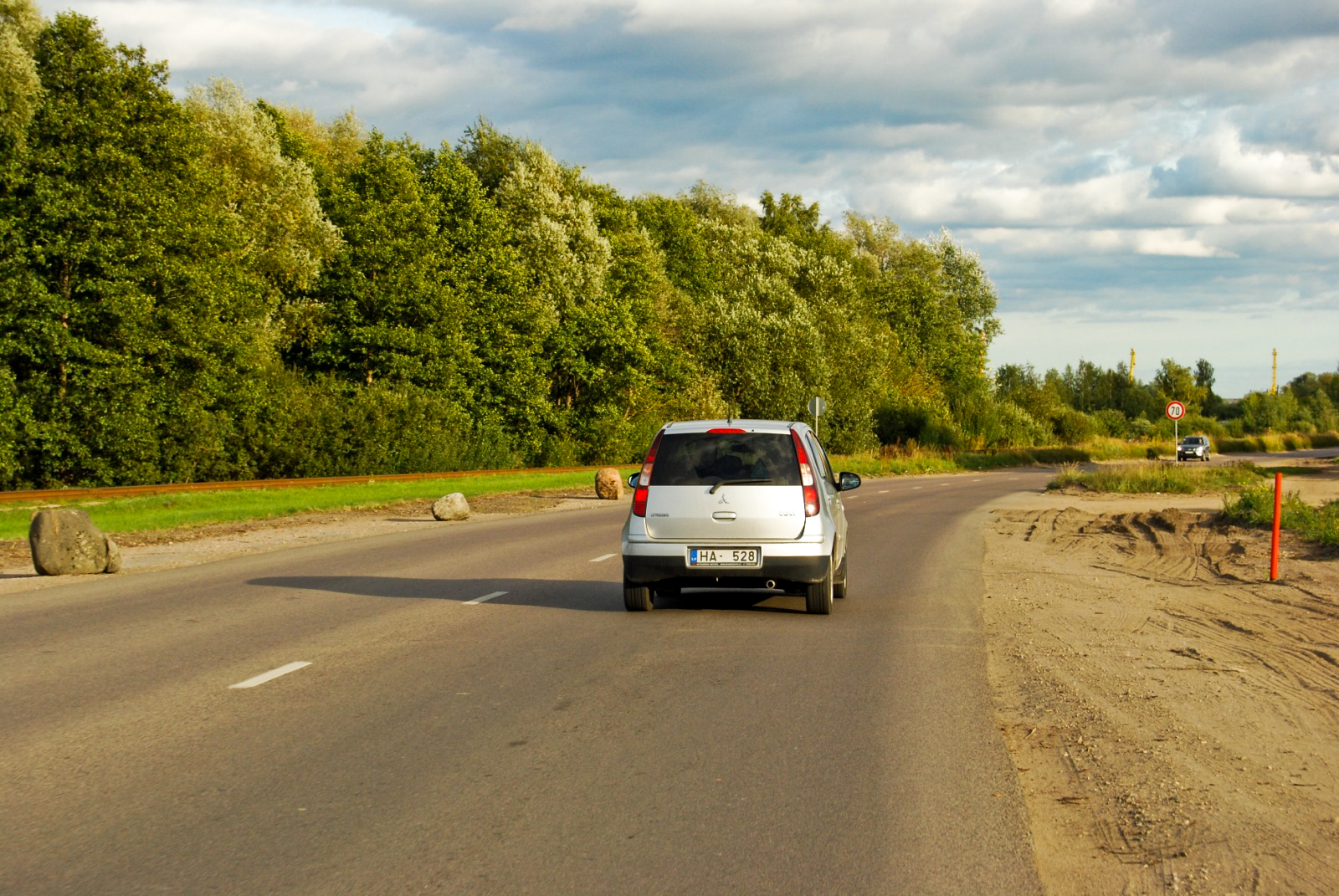